# Minikura
minikura（ミニクラ）は、寺田倉庫株式会社が運営する個人向けの宅配型トランクルームサービスである。利用者はオンラインで申し込みを行い、送られてくる専用の段ボール箱に物品を詰めて発送することで、寺田倉庫の倉庫に物品を預けることができる。

## 概要
2012年9月にサービスを開始したこのサービスは、従来のトランクルーム事業の枠組みを超え、ウェブサービスと倉庫機能を高度に融合させた点に特徴がある。特に、預けられた荷物を一点ずつ撮影・データ化し、利用者がオンライン上で写真を見ながら管理できる「MONOプラン」は、サービス開始当初の倉庫業界において、顧客の荷物を開封して中身を確認するという異例の手法を取り入れたものであった。
主なサービスプランとして、箱単位で管理する「HAKOプラン」と、アイテム単位で写真撮影・管理を行う前述の「MONOプラン」が提供されている。これらのサービスは、衣類や書籍、趣味のコレクション品など、日常生活では頻繁に使用しないものの、大切に保管しておきたい物品の収納に活用されることが多い。
また、2023年10月には、保管で培ってきたノウハウを活かし。保管前に必要なお部屋の整理収納もサポートするminikuraお片付けサービスを提供開始。保管のみならず整理収納全般に事業領域を広げた。

## 沿革
- 1950年（昭和25年） - 寺田倉庫株式会社設立。当初は法人顧客向けの保管・物流事業を主力とする[7][12]。
- 1991年（平成3年） - 個人向けの保管ビジネスの先駆けとして運輸省（現国土交通省）による認定トランクルーム第1号企業となる[13]
- 2010年（平成22年）頃 - 物流業界における価格競争の激化などを受け、寺田倉庫がBtoB中心のビジネスモデルからの転換を模索。個人向けサービス市場への参入や、美術品・ワインなど特定分野に特化した高付加価値事業へのシフトを開始。
- 2012年（平成24年）9月 - 宅配型トランクルームサービス「minikura」を開始[1][5][6]。預かった荷物を開封し、一点ずつ撮影してオンラインで管理できる「MONOプラン」を導入し、従来の倉庫業界の慣習に挑戦[7][1][8][12][9]。
- 2013年（平成25年） - minikuraの倉庫管理システムや物流機能を外部企業が利用できるAPIとして公開する「minikura+（ミニクラプラス）」の提供を開始[14]。
- 2014年（平成26年）
  - 7月18日 - 「保管依頼品寄託方法及び寄託システム」としてビジネスモデル特許を取得（特許第5578581号）[15][16]。
  - Yahoo!オークションとの連携を開始し、預けた商品を直接出品できるサービスを提供開始。
- 2015年（平成27年）
  - 6月 - グッドデザイン賞を受賞。審査員からは、エンドユーザーの使い方が想定されている点、デジタルと現実世界の連携、3年間のトラブルなしの実績などが評価された[17]
  - 9月 -株式会社サマリーがminikuraAPIを活用したアイテム保管サービスの「サマリーポケット」を提供開始[18]
- 2016年（平成28年） 3月 -寺田倉庫が株式会社サマリーに2億円を出資[19]
- 2022年（令和4年）12月 - フルタイムシステムと協業、宅配ロッカーの操作パネルにminikuraの非対面発送ができる専用ボタンを設置。
- 2023年（令和5年）
  - 10月 - minikuraお片付けサービス提供開始。
  - 11月 - 料金改定を実施。一部ボックスタイプの月額保管料が値上げされる一方、初月保管料の日割り計算が適用開始。同時に1年以上の保管料金の割引「長期割り」を提供開始[5][20]。
- 2024年（令和6年）
  - 1月 - 寄付オプションの提供を開始[21]
  - 5月9日 - ロゴデザイン・ボックスデザインを変更 Libraryボックスの名称を変更
  - 10月1日 - 梱包資材（緩衝材、梱包テープ、補強資材）の「使いきり」サイズでの販売を開始[22][2]。
- 2025年（令和7年）4月1日 - ブランドムービー「余白から、あたらしい物語を。」を公開[2]。

## 他社との協業
minikuraは、自社の物流・倉庫管理システムをAPIとして外部企業に提供する「minikura+（ミニクラプラス）」を通じて、他社との協業を積極的に展開している。これにより、異業種の企業がminikuraのプラットフォームを活用し、新たなサービスを共同で開発することが可能となっている。

### minikuraAPIによるプラットフォーム展開
2013年に提供を開始した「minikura+」は、寺田倉庫がminikuraサービスで培った個品管理システムや物流機能を、APIを通じて外部の事業者が利用できるようにしたものである。この取り組みは、寺田倉庫が取得したビジネスモデル特許「保管依頼品寄託方法及び寄託システム」（特許第5578581号）の仕組みを他社にも展開するものであり、倉庫業の枠を超えたプラットフォームビジネスへの進展を示すものと言える。報道によれば、2019年時点で30社以上と業務提携し、1700万アイテム以上を預かる規模に成長している。

### 主な協業事例

#### サマリーポケットとの連携
株式会社サマリーが運営する宅配型収納サービス「サマリーポケット」は、minikuraと同様のサービスを提供する競合の一つであるが、その物品管理業務の一部を寺田倉庫が担っている。また、サマリーは寺田倉庫および三菱倉庫と資本業務提携を締結しており、物流基盤の強化を図っている。

#### エアクローゼットとの連携
月額制ファッションレンタルサービス「エアークローゼット」は、サービス立ち上げ初期から寺田倉庫と提携している。寺田倉庫はminikura+のプラットフォームを活用し、エアークローゼットの複雑なレンタル商品の物流（貸出、返却、クリーニング、保管）システムの構築を支援した。この協業は、シェアリングエコノミー協会が主催するイベントでも成功事例として紹介されており、両社が専用チームを組んでサービスを共同開発したことや、トップ同士の強いコミットメントが成功要因として挙げられている。